# 杰夫·古达克
杰夫·古达克（英語：Geoff Goodacre，1927年6月18日—2004年6月30日），澳大利亚男子田径运动员。他曾代表澳大利亚参加1950年大英帝国运动会田径比赛，获得男子440码跨栏铜牌。